# Gottfried Hermann
Pour les articles homonymes, voir Hermann.
Johann Gottfried Jakob Hermann ou Gottfried Hermann (né le 28 novembre 1772 à Leipzig - mort le 31 décembre 1848 dans la même ville) est un philologue allemand de la fin du XVIIIe et du début du XIXe siècle.

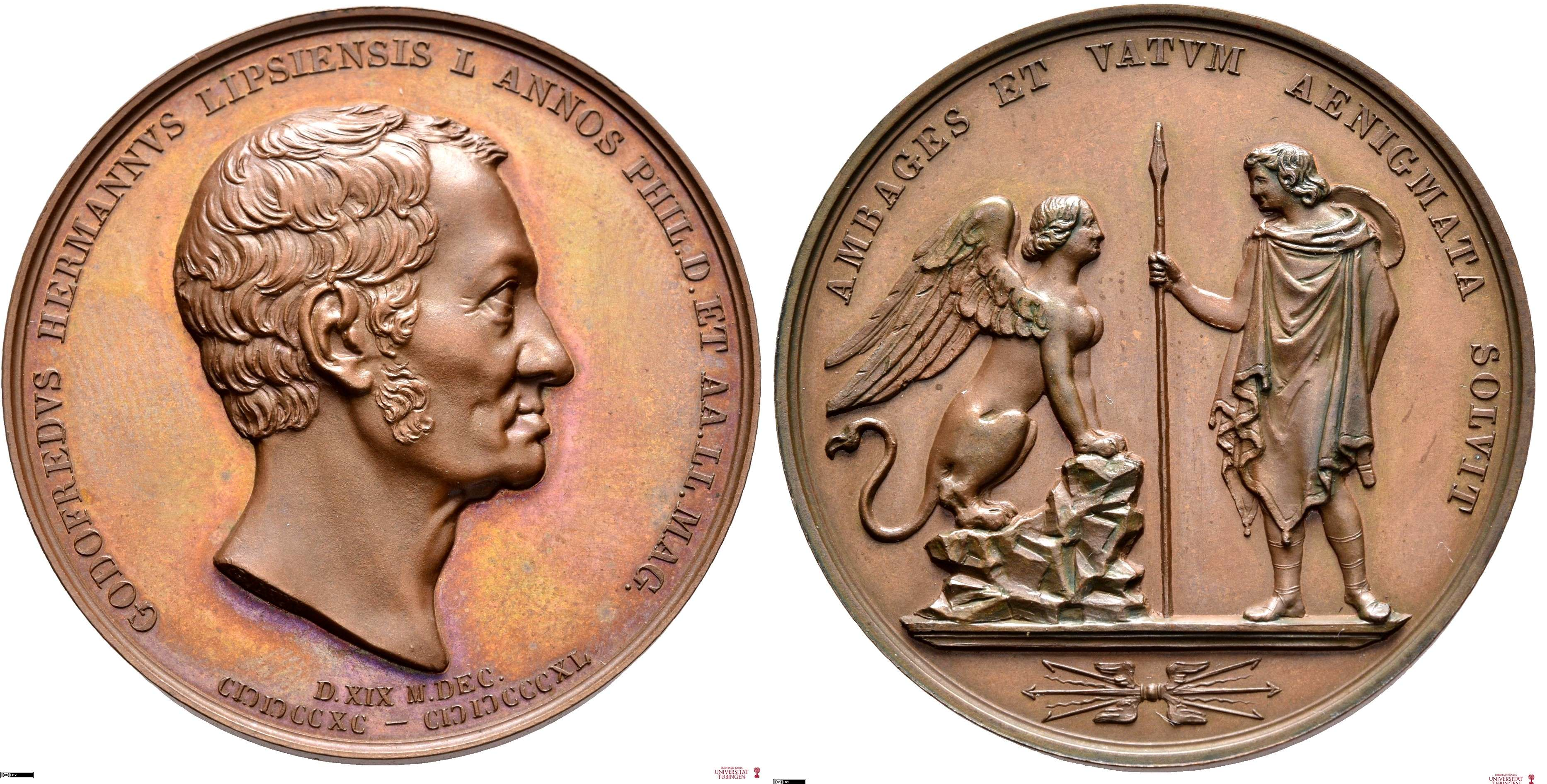
Médaille Gottfried Hermann 1840

## Biographie
Né à Leipzig, Gottfried Hermann se forme sous Reiz (de), son parent, et enseigne successivement la philosophie, l'éloquence et la poésie à l'université de Leipzig. Il fonde en 1819 la Société grecque, et contribue puissamment par cette fondation, ainsi que par ses cours et ses écrits, aux progrès de la philologie.
Décoré dès 1815 de l'ordre du Mérite civil, puis anobli par le roi de Saxe, il est en 1835 nommé associé étranger de l'Académie des inscriptions et belles-lettres de France. Il y a une médaille pour Hermann.

## Œuvres
Ses travaux ont principalement pour objet la métrique des anciens, dont il réussit en partie à débrouiller le chaos. Il publie dans ce but : 
- De Metris poetarum grœcorum et romanorum, 1796;
- un Manuel de métrique en allemand, 1798;
- Elementa doctrina metrica, 1816.

On a également de lui :
- De emendanda ratione graecae grammaticae (1801)
- des éditions des tragédies d'Euripide
- Les Nuées d'Aristophane (1799)
- Trinummus de Plaute (1800)
- La Poétique d'Aristote (1802)
- Les Orphiques (1805)
- Les Hymnes d'Homère (1806)
- le Lexicon de Photius (1808)
- Il compléta les Idotismes grecs du père François Viger
- En 1825 il finit une édition de Sophocle commencée par Erfurdt (de).
- Son édition d'Eschyle ne fut publiée qu'après sa mort en 1852.